# Rita (serial telewizyjny)
Rita – duński serial telewizyjny emitowany na antenie TV 2. Główną rolę odgrywa w nim Mille Dinesen jako tytułowa Rita. Seria jest udostępniona w Polsce za pośrednictwem platformy Netflix.

## Fabuła
Serial opowiada historię Rity, która jest lubianą przez dzieci nauczycielką języka duńskiego i historii. Mieszka w starym domu woźnego, a jej dom i szkołę dzieli żywopłot. Ma troje dzieci: Jeppe, Molly i Ricco.